# Дубовая роща (Элиста)
Дубовая роща — памятник природы регионального значения. Уникальные лесные насаждения.

## География
Дубовая роща расположена на территории города Элиста на территории, ограниченной с юга улицей Николаева, запада — Физкультурной улицей, с севера и северо-востока — речкой Элистинка. На территории объекта есть родник с пресной водой. Частично сохранилась его обкладка бутовым камнем.

## История
Первые попытки лесоразведения в урочище Элиста были предприняты в 1853 году. Данный опыт оказался успешным. Так возникла Элистинская лесная плантация (лесная дача). Таким образом, Дубовая роща старше города Элисты на 12 лет.

## Состояние памятника
Дубовая роща формально не входит в состав парка «Дружба» и является фактически бесхозной. Неопределённость статуса объекта влияет на сохранность полуторавековых насаждений. В настоящее время осталось всего около 30 дубов, практически все из них являются ослабленными и больными. Основные причины ухудшения состояния насаждений - пожары, засоление и подтопление почв.